# Wehr 1 (Wien)
Das Wehr 1 ist eine Wehranlage in der Neuen Donau in Wien. Es befindet sich etwa beim Ende der Alten Donau. Für Fußgänger und Radfahrer stellt es eine Verbindung zur Donauinsel her. Erbaut wurde es von 1976 bis 1978.

## Bauwerk
Das Wehr 1 dient so wie die beiden anderen Wehranlagen der Neuen Donau der Wasserstandsregulierung der Neuen Donau. Es besteht aus fünf Wehrfeldern mit 25 Meter lichter Weite.
Es ist ein starres System, das heißt, es wird im Normalfall im Gegensatz zu den Wehranlagen bei Kraftwerken nicht bewegt. Bei den Wehrverschlüssen handelt es sich um hydraulisch betriebene Drucksegmente mit fester Überfallhaube.
Das Wehr 1 wurde auf Schlitzwänden in tertiären Sanden und Tegeln gegründet. Bei den Aufschlussbohrungen stellte man eine Störzone fest, so dass die Wehrachse verschoben werden musste.

## Wasserkraftwerk
Ab Sommer 2016 wurde als Gemeinschaftsprojekt von Wien Energie und MA 45 – Wiener Gewässer – ein unterirdisches Wasserkraftwerk errichtet. Mit einer Leistung von durchschnittlich 45 kW soll der Bedarf von etwa 130 Haushalten gedeckt werden. Die Baukosten lagen bei rund 1,8 Millionen Euro. Statt der bei herkömmlichen Wasserkraftwerken verwendeten Turbinen wird eine Wasserkraftschnecke verwendet, die den Höhenunterschied von etwa 3,5 Metern nutzt und nach dem Prinzip einer archimedischen Schraube funktioniert. Die Schnecke ist 15 Meter lang bei einem Durchmesser von 3,20 Metern und bewegt sich im Betrieb mit 25 Umdrehungen pro Minute. Das Kraftwerk hat im Juni 2017 seinen Betrieb aufgenommen.